# LGBT+ au Bhoutan
 (juillet 2025).

## Conditions de vie

### Droits
Les unions entre personnes de même sexe ne sont pas reconnues. Cependant, les relations sexuelles entre personnes de même sexe ont été dépénalisées au Bhoutan le 17 février 2021. Bien qu'il n'existe pas de protection juridique étendue contre la discrimination, certaines dispositions protègent l'orientation sexuelle et l'identité de genre. Les personnes transgenres sont autorisées à changer de marqueur de genre.
Ces dernières années, grâce à une plus grande ouverture au monde, les personnes LGBTQIA+ bhoutanaises ont commencé à s'affirmer publiquement et à créer des espaces visibles pour la communauté LGBTQIA+. Par conséquent, les mentalités évoluent au sein de la population générale.

## Représentations

### Médias
Le Bhutan Observer, l'un des principaux hebdomadaires du pays, publie de nombreux articles sur les questions LGBT. Pour sa part, le Kuensel Journal soutient le gouvernement, qui s'était référé aux gays en évoquant un « troisième sexe », dans un article sur les programmes sanitaires liés VIH ciblant les homosexuels hommes.